# Oceania Cycling Confederation
Die Oceania Cycling Confederation (OCC) ist der Dachverband des Radsports in Australien und Ozeanien. Sie ist einer von fünf Kontinentalverbänden der Union Cycliste Internationale (UCI), des weltweiten Radsportverbands, und umfasst elf nationale Verbände als Vollmitglieder sowie drei assoziierte Verbände (Stand September 2024). Die Vollmitglieder sind ebenfalls Mitglieder der UCI, während die assoziierten Verbände abhängige Gebiete anderer Staaten repräsentieren und über deren Nationalverbände mit der UCI verbunden sind. Sitz der OCC ist Melbourne.

## Wettkämpfe
Aufgabe der OCC ist u. a. die Organisation des regionalen Rennkalenders (UCI Oceania Tour) sowie kontinentaler Wettkämpfe, siehe:
- Ozeanien-Meisterschaften im Bahnradsport
- Ozeanien-Meisterschaften im BMX-Freestyle
- Ozeanien-Meisterschaften im BMX-Rennsport
- Ozeanien-Meisterschaften im Straßenradsport

Weitere Kontinentalmeisterschaften finden (Stand 2023) in den Teilgebieten Mountainbike (Cross-Country, Downhill und Marathon) sowie im Paracycling statt.
Die Sieger der Meisterschaften bekommen ein Trikot verliehen und haben das Recht, dieses bis zur nächsten Meisterschaft bei allen Rennen ihrer Altersklasse in der von ihnen gewonnenen Disziplin zu tragen. Bis 2014 war dieses weiß mit drei blauen Streifen auf der Brust. 2015 wurde die Gestaltung etwas verändert, seither trägt der Bruststreifen ein Wellenmuster, das dem Verbandsemblem entnommen ist.

Meistertrikot bis 2014
Meistertrikot seit 2015

## Mitglieder
Vollmitglieder:
- American Samoa Cycling Federation
- Cycling Australia
- Cook Islands Cycling Federation
- Cycling Fiji
- Guam Cycling Federation
- Nauru Cycling Federation
- Cycling New Zealand
- Belau Cycling Federation
- Cycling Federation of Samoa
- Solomon Islands Cycling Federation
- Vanuatu Cycling Federation

Assoziierte Mitglieder:
- Comité Régional de Cyclisme Nouvelle-Calédonie
- Northern Mariana Islands Cycling Federation
- Fédération Tahitienne de Cyclisme

## Präsidenten
- Ray Godkin (1986–2008)
- Michael Turtur (2008–2012)
- Tracey Gaudry (2012–2021)
- Tony Mitchell (seit 2021)[5]